# Septate Junction

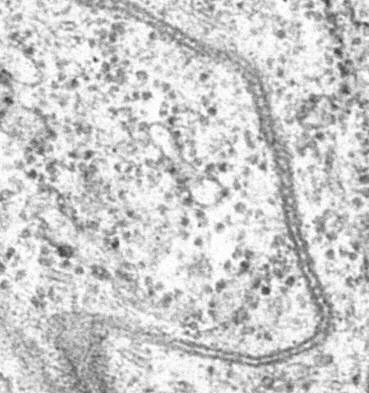
Elektronenmikroskopische Aufnahme von Septate Junctions im sich entwickelnden Tracheensystem von Drosophila

Septate Junctions, selten auch als Septumverbindungen bezeichnet, sind in der Zellbiologie schmale Bänder aus Membranproteinen, die Epithelzellen von Invertebraten vollständig umgürten. Sie sind für die Aufrechterhaltung einer parazellulären Barriere und die Kontrolle des parazellulären Transports von Molekülen über das Epithel zuständig.
Septate Junctions kommen bei Wirbellosen vor und wurden vor allem an Arthropoden untersucht. Bei den Wirbeltieren haben die Tight Junctions eine analoge Funktion.

## Funktion
Septate Junctions sind für die Aufrechterhaltung einer parazellulären Barriere und die Kontrolle des parazellulären Transports von Molekülen über das Epithel zuständig. Sie bilden eine Diffusionsbarriere, die bewirkt, dass die Zwischenräume zwischen zwei Zellen abgedichtet werden und nur bestimmte Moleküle passieren können. Auf diese Weise können Organe eine unterschiedliche chemische Zusammensetzung in ihrem Innern erzeugen und aufrechterhalten.

## Aufbau
Septate Junctions unterscheiden sich strukturell von den Tight Junctions dadurch, dass sie als leiterförmig angeordnete "Septae" in der lateralen Membran zu finden sind und nicht als kompakte Struktur am apikalen Ende der lateralen Membran. Sie schließen sich an die Adherens Junctions an. Die einzelnen Epithelzellen werden von Proteinbändern umgeben. Die Proteinbänder benachbarter Plasmamembranen werden hierbei durch regelmäßige parallele Reihen von Membranproteinen verbunden. Dies gibt den Septate Junctions das leiterförmige Aussehen.
Bei Drosophila melanogaster werden Pleated Septate Junctions, die außer der Epithel-Barriere von ektodermalen Epithelien auch die Blut-Nerven-Schranke etablieren, und Smooth Septate Junctions, die in mesodermalen Epithelien vorkommen, unterschieden. Über die Smooth Septate Junctions ist noch nicht besonders viel bekannt, sie unterscheiden sich in elektronenmikroskopischen Aufnahmen von den Pleated Septate Junctions durch das Fehlen der Septae. Ihnen fehlen außerdem die typischen Transmembrankomponenten der Pleated Septate Junctions wie die Claudine oder Neurexin IV.
Bei Wirbeltieren kommen Paranodale Septate Junctions vor, die strukturelle Ähnlichkeiten mit den Septate Junctions der Gliederfüßer aufweisen. Ob sie aus den Septate Junction-Strukturen hervorgegangen sind, ist noch nicht geklärt.

## Geschichte
Septate Junctions wurden 1959 das erste Mal als Septate Desmosomes von R. L. Wood beschrieben. 